# Massimo il Confessore
Massimo il Confessore, o anche Confessore, (in greco antico: Μάξιμος ὁ ῾Ομολογητής?, Máximos ho Homologētḗs; Costantinopoli, 580 circa – Lazica, 13 agosto 662) è stato un monaco cristiano e teologo bizantino, venerato come santo dalla Chiesa cattolica e da quella ortodossa. Partecipò al Concilio lateranense che sancì la condanna del monotelismo, sostenuta dall'imperatore Eraclio. È chiamato il Confessore perché i fautori del monotelismo, senza martirizzarlo, gli tagliarono la lingua e la mano destra con le quali egli aveva per parola e per iscritto difeso il dogma di Calcedonia, cioè la piena umanità di Cristo.

## Biografia
La biografia ufficiale di Massimo risale al X secolo. L'autore ha fonti certe della vita solo dal Concilio Lateranense del 649. Non sappiamo donde egli attinga le notizie precedenti. Egli dichiara che Massimo è di origine nobile, e che ha fatto gli studi propri degli uomini avviati alla carriera sia di corte che ecclesiastica. È stato primo segretario dell'imperatore Eraclio fino al 613-614, per poi entrare nel monastero di Crisopoli, e nel 624/625 in quello di Cizico. Nel 626 abbandonò Costantinopoli sotto la minaccia persiana e andò in Africa. Qui egli scelse la vita monastica accanto a Sofronio, futuro patriarca di Gerusalemme, per poi passare momentaneamente a Cartagine. In quegli anni divampò in Oriente un grave scontro dottrinale riguardante la questione dell'esistenza nella persona di Cristo di una sola volontà (monotelismo e monoenergismo). Durante il periodo africano Massimo completò le sue opere spirituali. 
Dal 641 egli fu molto impegnato nella lotta contro il monotelismo: nel 646 giunse a Roma e partecipò al sinodo romano in cui questa dottrina venne condannata. Ma la corte imperiale aveva emesso un decreto a vantaggio del monotelismo e, di conseguenza, aveva condannato il ditelismo. Per cui, il 17 giugno del 653, l'imperatore Costante II fece arrestare papa Martino e Massimo. Furono condotti a Costantinopoli dove, secondo la leggenda, gli venne tagliata la lingua e la mano destra. Massimo subì un primo esilio a Bizja, in Tracia. Due emissari della corte imperiale tentarono di ottenere dal teologo una dichiarazione di compromesso, ma egli non arretrò minimamente. Venne dunque esiliato a Lazica, dove morì il 13 agosto 662.
Nel 1973 è stato pubblicato un testo di Giorgio di Reshaina sulla vita siriaca di san Massimo. Questo testo non nutre simpatia per Massimo: l'intento è quello di umiliare il Confessore, cosa che la biografia bizantina evita. Sembrano tuttavia verosimili le notizie che esso ci dà della sua giovinezza. Massimo è nato nel Golan, nel villaggio di Hasfin, da padre samaritano e madre di origine persiana (origine umile). Orfano a 9 anni egli, che si chiamava Moschion, fu presentato dal prete Martyrios all'igumeno (abate) Pantaleone del monastero di San Caritone, detto "la vecchia laura".
Massimo sarebbe quindi cresciuto nell'ambiente monastico palestinese impregnato dalla conoscenza di Origene e dei padri greci. Egli abbandonò la Palestina nel 614 con l'invasione persiana e, giunto a Costantinopoli, conobbe Anastasio, che diverrà suo compagno inseparabile e suo discepolo; questi conosceva bene l'ambiente di corte, noto anche a Massimo. A Costantinopoli Massimo fu ospite nel monastero di Filippico a Crisopoli.
Il monotelismo si basa sul discorso della volontà. Chi considera l'operazione nel suo termine vede una sola operazione, ma in Cristo l'operazione è duplice perché legata alla sua natura umana e divina. Allo stesso modo lo è la sua volontà. In Gesù sia la natura divina che quella umana rimangono integre nelle loro operazioni.
Pirro, patriarca di Costantinopoli, nella sua disputa con Massimo, attribuisce tutte le sofferenze e la Passione all'umanità del Cristo soltanto, e di conseguenza tutte le operazioni alla sua divinità. Massimo sembra avere tale pensiero in mente quando in questa lettera enfatizza con eccezionale vigore lo scambio di proprietà (communicatio idiomatum), scrivendo:
("San Massimo il confessore", tradotto ed annotato da P. Sherwood, pag. 5)
Sergio, patriarca di Costantinopoli, scrive nel suo giudizio: 
«Alcuni sono scandalizzati perché parlare di un'operazione sembra implicare il rifiuto delle due nature che il nostro Signore possiede – un'obiezione di scarsa rilevanza – dall'altro, molti si scandalizzano perché la frase "due operazioni" non si trova nei padri e implica due distinte volontà nel Nostro Signore».
Massimo venne riportato a Costantinopoli per un ultimo tentativo di riconciliazione davanti al patriarca, perché sembrava che il papa Vitaliano avesse accettato una formula che avvicinasse a Costantinopoli (18 aprile 658). Massimo rispose: 
«Il Dio dell'universo proclamando Pietro beato perché lo ha confessato come si conviene (Matteo 16,18) ha mostrato che la Chiesa cristiana è la giusta e salvifica confessione di lui medesimo (Cristo).»
Sono le ultime parole di Massimo. Dopo un esilio di altri 4 anni, nel 662, fu condannato da un sinodo monotelita alla flagellazione, poi gli tagliarono la lingua e la mano destra. Deportato in una località con Anastasio e con un messo papale, il 18 giugno del 662 furono separati e Massimo fu rinchiuso nella fortezza di Schemaris presso Lazica, dove morì il 13 agosto 662. Il Concilio Costantinopolitano III riabilitò la sua persona e dichiarò la dottrina delle due volontà in Cristo come dottrina cristiana.
Nella sua lettera enciclica Spe Salvi  del 2007, papa Benedetto XVI ha fatto riferimento a Massimo di Costantinopoli come al "grande dottore greco della Chiesa", sebbene il santo non sia mai stato proclamato formalmente dottore della Chiesa.

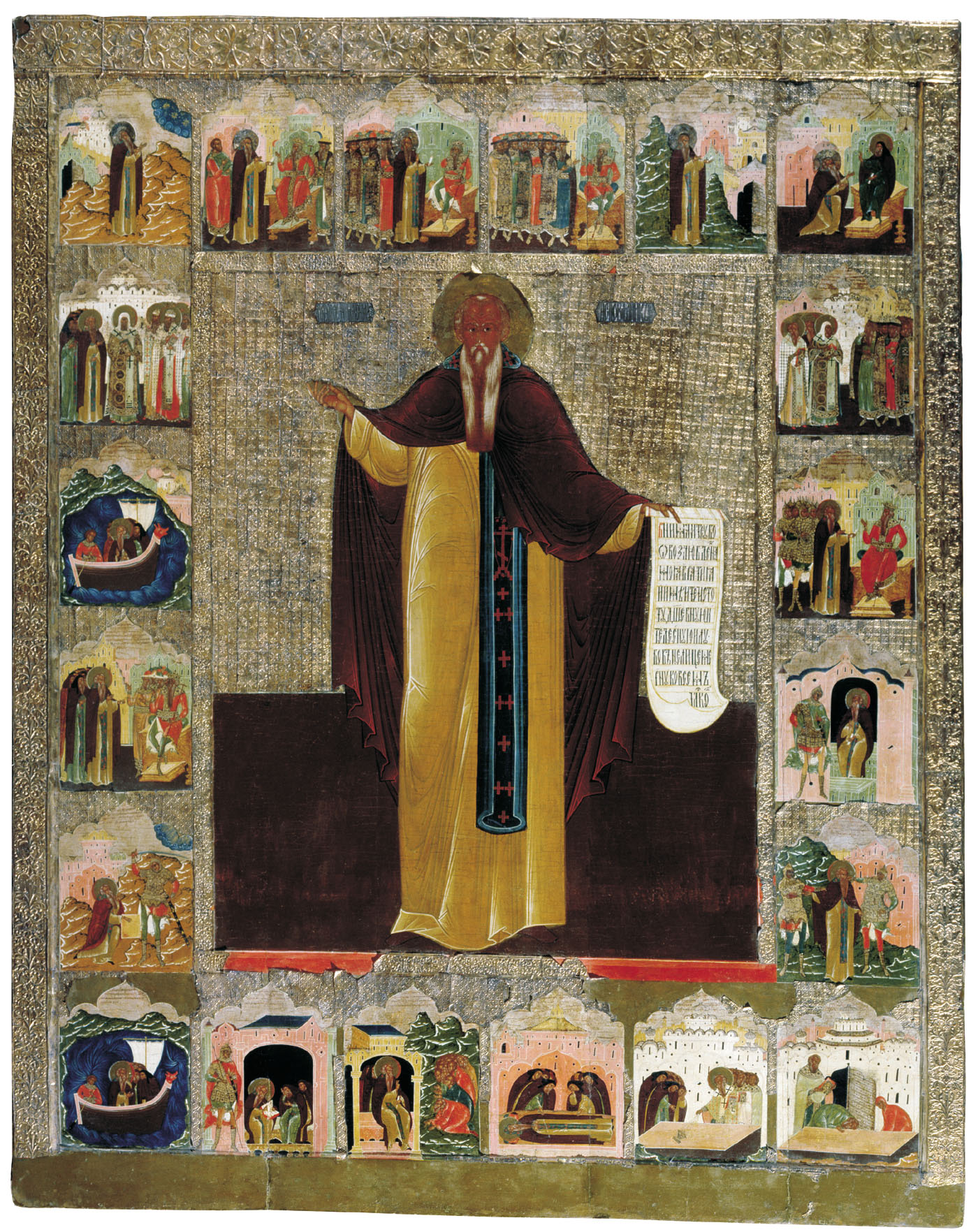
"Massimo il Confessore e i suoi miracoli", icona della Scuola Stroganov di inizio XVII secolo, oggi a Sol'vyčegodsk

## Le fonti del pensiero
La formazione spirituale di san Massimo affonda nell'ampio terreno della cultura greca, da quella filosofica (neoplatonismo, ma soprattutto Aristotele) a quella patristica (i Cappadoci, in particolare Gregorio di Nazianzo). Vi è pure un rapporto con lo pseudo-Dionigi e Origene.
L'approccio a Origene viene mediato da un altro grande pensatore, Evagrio Pontico, una delle grandi menti del cristianesimo antico del IV secolo.
Pertanto il rapporto di Massimo con Origene è mediato, oltre che dai Cappadoci, anche da Evagrio.
Queste sono le fonti spirituali: ovviamente sono fonti che sono sotto un certo giudizio ecclesiastico, ma il genio di Massimo e il suo senso ecclesiale gli impediscono di prendere vie laterali del pensiero di Origene quali l'origenismo aveva preso (questo fenomeno sorgerà proprio in Palestina nel IV-V secolo). Massimo rimane in un rapporto forte con Origene, mediato dall'insegnamento essenziale della dottrina cristiana.
Da Atanasio di Alessandria riprende il principio del quod non est sumptum non est sanatum (ciò che non è assunto non è sanato) : se Cristo non fosse vero e perfetto uomo e Dio, per le creature umane non ci sarebbe perdono dei peccati e alcuna possibilità di salvezza (thesis). Negare la volontà umana di Cristo significa negare la sua vera e perfetta umanità e quindi la sua mediazione di salvezza.

## Opere
- Quaestiones et dubia (626)[3]; prima opera di Massimo, scritta in Africa.[3]
- Liber asceticus (Dialogo ascetico[3])
- Expositio in Psalmum LIX (626)[3]; commento al salmo 59.[3]
- Capita de caritate; 400 capitoli
- Orationis Dominicae brevis expositio; esposizione sulla liturgia.[7]
- Opuscula theologica et polemica
- Quaestiones ad Thalassium (630-633)[7]; 65 risposte a dubbi del monaco Talassio di Libia sulle Sacre Scritture.[7]
- Ambiguorum liber (Ambigua ad Johannem, Ambigua ad Thomam, Epistula secunda ad Thomam)
- Mystagogia; interpretazione simbolica dei riti liturgici.[7]
- Capita theologica et oeconomica (o 200 capitoli gnostici[7]); pensieri derivati da Origene, Filone ed Evagrio.[7]
- Diversa capita ad theologiam et oeconomiam spectantia
- Epistulae XLV
- Disputatio cum Pyrrho (645); dispute teologiche con il patriarca Pirro[2]
- Vita della Vergine
- Opere non autentiche:
  - Scholia in Dionysii libros
  - Loci communes

### Opere tradotte in italiano
- Capitoli sulla carità, Roma, Studium 1963. Nuova edizione: Sulla carità, Edizioni Studio Domenicano, 2024.
- Ambigua: problemi metafisici e teologici su testi di Gregorio di Nazianzo e Dionigi Areopagita, introduzione, traduzione, note e apparati di Claudio Moreschini, Milano, Bompiani, 2003.
- Opuscoli teologici e polemici, introduzione, traduzione e note a cura di Bernardo De Angelis, Bologna, Dehoniana, 2007.
- In tutte le cose la "Parola", Edizioni Qiqajon, Magnano (BI), 2008, ISBN 978-88-8227-262-3.

### Studi
- Vita ac certamen S. Maximi (PG 90,67-110), Titolo latino della biografia.
- Hans Urs Von Balthasar, Massimo il Confessore Liturgia Cosmica, Milano, Jaca Book, 2001.
- Bernardo De Angelis, Natura, persona, libertà. L'antropologia di Massimo il Confessore, Roma, Armando, 2002.
- Jean-Claude Larchet, Saint Maxime Le Confesseur. Parigi, Ed. Cerf, 2003.
- Luigi Manca, Il primato della volontà in Agostino e Massimo il Confessore, Roma, Armando, 2002.
- P. Sherwood, The earlier Ambigua of St. Maximus the Confessor and his refutation of Origenism, Roma, Herder, 1955.
- F. Heinzer, C. Schönborn (éds.), Maximus Confessor: Actes du Symposium sur Maxime le Confesseur, Editions Universitaires de Fribourg (Suisse), 1982.
- Walther Völker, Massimo il confessore: maestro di vita spirituale, a cura di Claudio Moreschini, Milano, Vita e Pensiero, 2008.